# 9080 Takayanagi
9080 Takayanagi è un asteroide della fascia principale. Scoperto nel 1994, presenta un'orbita caratterizzata da un semiasse maggiore pari a 3,1387084 UA e da un'eccentricità di 0,1208044, inclinata di 7,26584° rispetto all'eclittica.
È stato scoperto da: Kin Endate e Kazuo Watanabe.